# Liste des films soviétiques sortis en 1940
Cet article présente une liste des films produits en Union soviétique en 1940.

## 1940
| 1940            |                  |                             |
| Mes universités | Мои университеты | Marc Donskoï                |
| Sverdlov        | Яков Свердлов    | Sergueï Ioutkevitch         |
| Mon amour       | Моя любовь       | Vladimir Korsch-Sablin (ru) |